# (4780) Polina
(4780) Polina es un asteroide perteneciente al cinturón de asteroides, descubierto el 25 de abril de 1979 por Nikolái Stepánovich Chernyj desde el Observatorio Astrofísico de Crimea (República de Crimea).

## Designación y nombre
Designado provisionalmente como 1979 HE5. Fue nombrado Polina en honor a la astrónoma rusa Polina Evgen'evna Zakharova, que también fue directora del Observatorio Astronómico de Kourovka en la Universidad de Ural.

## Características orbitales
Polina está situado a una distancia media del Sol de 2,170 ua, pudiendo alejarse hasta 2,300 ua y acercarse hasta 2,039 ua. Su excentricidad es 0,060 y la inclinación orbital 4,680 grados. Emplea 1167 días en completar una órbita alrededor del Sol.

## Características físicas
La magnitud absoluta de Polina es 14,1. Tiene 3,552 km de diámetro y su albedo se estima en 0,423.